# پاندونیا

پاندونیا یکی از جدیدترین زبان‌های فراساخته جهان است که توسط ریستو کوپسالا از سال ۲۰۰۷ ساخته شده است. هدف این زبان  کارکرد پیامرسانی برای گفتگو به صورت جهانی و برابر بین انسان‌ها است.

## ویژگی‌های زبان پاندونیا
- زبان پاندونیا برای یادگیری نسبت به زبان‌های طبیعی همچون انگلیسی، چینی، فرانسوی، عربی و... آسان‌تر است.
- به عنوان یک زبان فراساخته، پاندونیا کاملا منظم و بدون استثنا است.
- زبان پاندونیا به معنای واقعی بین‌المللی است. واژه‌های زبان پاندونیا از ریشه‌ی زبان‌های بسیاری در سراسر دنیا هستند و تنها به ریشه‌های زبان‌های لاتین محدود نمی‌شوند.

## پیش‌زمینه‌ی ایجاد زبان پاندونیا
تخمین زده می‌شود در دنیا بیش از ۶۰۰۰ زبان وجود دارد که انسان‌ها به آن تکلم می‌کنند. در این میان زبان‌های دارای بیشترین متکلمان در سراسر دنیا شامل زبان‌هایی با پیشینه و ریشه‌های کاملا متفاوتی همچون زبان چینی، انگلیسی، اسپانیایی، هندی، عربی و... هستند. سازندگان زبان پاندونیا بر این باور هستند که تکیه به یکی از این زبان‌ها به صورت تنها برای ایجاد ارتباط بین‌المللی نمی‌تواند رویکردی منصفانه و عادلانه باشد. جدای از این موضوع دیگر زبان‌های مشهور فراساخته با هدف ایجاد ارتباط عادلانه همچون اسپرانتو نیز عملا ریشه‌های خود را در زبان‌های اروپایی می‌یابند و دیگر زبان‌های دنیا همچون چینی نقشی مهم در زبان‌های فراساخته‌ی مشهور ایفا نمی‌کنند. بنابراین سازندگان زبان پاندوینا ایجاد این زبان را بر این ایده استوار کردند که تقریبا تمامی زبان‌های دنیا به نوعی در به وجود آمدن این زبان نقش داشته باشند.
قدم‌های اولیه‌ ایجاد زبان پاندونیا در سال ۲۰۰۵ برداشته شد. نام «پاندونیا» در سال ۲۰۰۷ بر روی این زبان گذاشته شد اما فعالیت اصلی و واقعی برای عملی ساختن ایده‌ زبان پاندونیا و کاربردی کردن آن در سال ۲۰۱۷ آغاز شد. 

## الفبا
سیستم‌های نگارش بسیاری در سراسر دنیا وجود دارند اما از میان آن‌ها تنها خط لاتین توانست به معنای واقعی به یک حد مناسب از مقبولیت بین‌المللی دست یابد. دیگر خط‌های پر استفاده همچون خط زبان چینی برای یادگیری چندان سریع و آسان نیست و نمی‌توان از آن برای یک زبان بین‌المللی فراساخته به خوبی بهره برد. بسیاری از زبان‌های افریقایی و آسیایی همچون ترکی، اندونزیایی، ویتنامی و... اکنون از خط لاتین استفاده می‌کنند و از این رو سازندگان زبان پاندونیا تصمیم گرفتند که این خط را برای پاندونیا برگزینند.
زبان پاندوینا دقیقا به همان شکل که نوشته می‌شود خوانده می‌شود و هیچ حرفی در واژه‌ای وجود ندارد که خوانده نشود. 

### حروف صدادار
حروف صدادار زبان پاندونیا تنها محدود به پنج حرف صدادار a، e، i، o و u می‌شود. از این رو از نظر تعداد حروف صدادار زبان پاندونیا شباهت بیشتری به اسپانیایی، اندونزیایی، سواحلی و ژاپنی دارد.
حرف a در زبان پاندونیا همچون تلفظ این حرف در واژه‌ی انگلیسی palm است. حرف e همچون تلفظ این حرف در واژه‌ی انگلیسی hey، حرف i همچون تلفظ این حرف در machine، حرف o همچون تلفظ این حرف در boy و حرف u همچون تلفظ این حرف در واژه‌ی rude است.

### حروف بی‌صدا
تلفظ اکثر حرف‌های بی‌صدا در زبان پاندونیا دقیقا مشابه زبان انگلیسی است. حروف بی‌صدای پاندونیا شامل p، b، f، m، w، t، d، s، z، n، l، r، c، j، x، y، k، g و h است. حروف بی‌صدایی که کمی متفاوت از زبان انگلیسی تلفظ می‌شوند شامل موارد زیر است:
- حرف g همواره همچون تلفظ این حرف در واژه‌های انگلیسی girl و get ادا می‌شود.
- حرف r همچون تلفظ این حرف در انگلیسی اسکاتلندی و یا rr در واژه‌ی اسپانیایی carro است. البته دیگر شکل‌های تلفظ این حرف همچون /ɹ/ در انگلیسی استاندارد نیز قابل پذیرش است.
- حرف s همچون تلفظ این حرف در واژه‌ی انگلیسی sissy ادا می‌شود.
- حرف z همچون تلفظ این حرف در واژه‌ی انگلیسی zoo ادا می‌شود.
- حرف x همچون تلفظ حرف sh در واژه‌ی انگلیسی ship ادا می‌شود.
- حرف c همچون تلفظ حرف ch در واژه‌ی انگلیسی chip ادا می‌شود.
- حرف j همچون حرف ج (dʒ ) تلفظ می‌شود.
- حرف n با نوک زبان ادا می‌شود. با این حال حرف n در ترکیب با k و g این گونه نیست. در این موارد تلفظ حرف n همچون تلفظ این حرف در واژه‌های انگلیسی banker و finger است.
- ' در زبان پاندونیا صدا ندارد اما با این حال می‌تواند در قرارگیری تاکید در تلفظ تاثیر گذار باشد. به عنوان مثال می‌توان به واژه‌ی sofa اشاره کرد که تاکید بر آخرین هجای آن قرار دارد.

### قرارگیری تاکید
تاکید در زبان پاندونیا همواره روی هجای قبل از آخرین حرف بی‌صدا است. به عنوان مثال در واژه‌ی dunia تاکید روی حرف u و در واژه‌ی kamis تاکید روی حرف i است.

### بزرگی و کوچکی حروف
زبان پاندوینا به صورت عادی تنها با حروف کوچک خط لاتین نوشته می‌شود و از شکل بزرگ حروف استفاده نمی‌شود. با این حال می‌توان از حروف بزرگ در آغاز جمله، آغاز نام‌های خاص و... استفاده کرد اما این موضوع الزامی نیست. به صورت کلی سه دلیل وجود دارد که در زبان پاندونیا استفاده از حروف بزرگ لازم نیست:
- نوشتار به صورت کلی انعکاس دهنده‌ی گفتار در قالب حروف است. در گفتار حروف آغازین واژه‌های خاص و کلمه‌ی اول جمله دارای حرف بزرگ نیست.
- اکثر خطوط جهان دارای حروف بزرگ نیستند.
- استفاده‌ی تنها از حروف کوچک راحت‌تر است.

با این حال استفاده از حروف بزرگ در زبان پاندونیا لزوما اشتباه نیست. 

## جملات اولیه و معمول در زبان پاندونیا
salam: سلام
salam sube: صبح بخیر
salam den: روز بخیر
salam xam: غروب بخیر
salam noce: شب بخیر
salam yam: نوش جان
salam lai: خوش آمدید
salam cute: خدانگهدار
salam safar: سفر خوبی داشته باشید.
salam son: خواب خوبی داشته باشید.

به صورت کلی واژه‌ی salam در زبان پاندونیا معنی عام آرزو و میل خوب می‌دهد. این واژه نه تنها در زبان‌های فارسی و عربی کاربرد دارد بلکه در زبان‌های عبری، اندونزیایی، سواحلی، هندی و ترکی نیز استفاده می‌شود. 

### ضمایر
mi: من
tu: تو
da: او، آن 
mimen: ما
tumen: شما
damen: آن‌ها

## ۱۱ قاعده‌ی کلی دستور زبان پاندونیا
۱. نوشتار دقیقا طبق گفتار است.
۲. تاکید روی هجای پیش از آخرین حرف بی‌صدا است.
۳. نام‌ها تنها یک فرم تغییرناپذیر دارند. 
۴. قید و صفت یک فرم مشترک دارند. آن‌ها همچنین پیش از واژه‌ای می‌آیند که قرار است آن را توصیف کنند. به عنوان مثال:
- bon ban: نان خوب
- tu bon loge: تو به خوبی صحبت می‌کنی.

۵. کلمات ترکیبی از کنار هم قرار دادن واژه‌ها ایجاد می‌شوند. این دو واژه برای تبدیل شدن به یک واژه‌ی ترکیبی حرف o را در میان خود خواهند داشت. به عنوان مثال:
- poste (نامه) + sanduke (جعبه) = postosanduke (صندوق پستی)

۶. ترتیب کلمات عادی فاعل + فعل + مفعول است. به عنوان مثال:
- mi yam ban = من نان می‌خورم.

۷. جملاتی که شامل be می‌شوند از ترتیب جمله‌ی فاعل+فعل+مفعول پیروی می‌کنند. به عنوان مثال:
- ban be yam = نان خورده می‌شود.

۸. فعل‌ها به نسبت فاعل و تعداد آن‌/آن‌ها تغییر نمی‌کنند. 
۹. مفعول فعل متعدی به عنوان فاعل فعل بعدی عمل می‌کند. به عنوان مثال:
- mi cing tu don pesa = از تو درخواست می‌کنم پول بدهی.

۱۰. ضمائر وقتی بدیهی و واضح باشند می‌توانند قید نشوند. به عنوان مثال:
- mi cing tu loge ming → cing loge ming = لطفا واضح صحبت کن.

## ریشه واژگان
واژگان در زبان پاندونیا ریشه در اکثر زبان‌های جهان مانند لاتین، عربی، ترکی، فارسی، چینی و ... دارند. از جمله واژگان با ریشه فارسی/عربی میتوان به salam (سلام)، xir (شعر)، badan (بدن) و faidi (فایده) اشاره کرد.